# Прапор Апостолівського району
Пра́пор Апо́столівського райо́ну затверджений 21 лютого 2003 р. рішенням № 73-7/XXIV сесії Апостолівської районної ради.

## Опис
Прямокутне полотнище зі співвідношенням сторін 2:3 розділене по діагоналі з верхнього кута від древка, на верхньому червоному полі три жовті колоски, на нижньому зеленому — родовий герб Апостолів.
Комп'ютерна графіка — К. М. Богатов.